# Xuanwang
Xuanwang (król Xuan z dynastii Zhou; chiń. 周宣王; pinyin Zhōu Xūanwáng; zm. 782 p.n.e.) – jedenasty władca z dynastii Zhou. Panował w latach 827–782 p.n.e. 
Odbudował autorytet władcy po okresie regencji Gonghe. Odparł dwa najazdy koczowników – Xianyun (chiń. trad. 獫狁; Wade-Giles Hsien-yün) na zachodzie i innych nad rzeką Huai, prawdopodobnie w 823 p.n.e. W dziewiątym roku panowania zorganizował spotkanie książąt lennych.
Jego następcą został jego syn, Youwang.